# Каср Харана

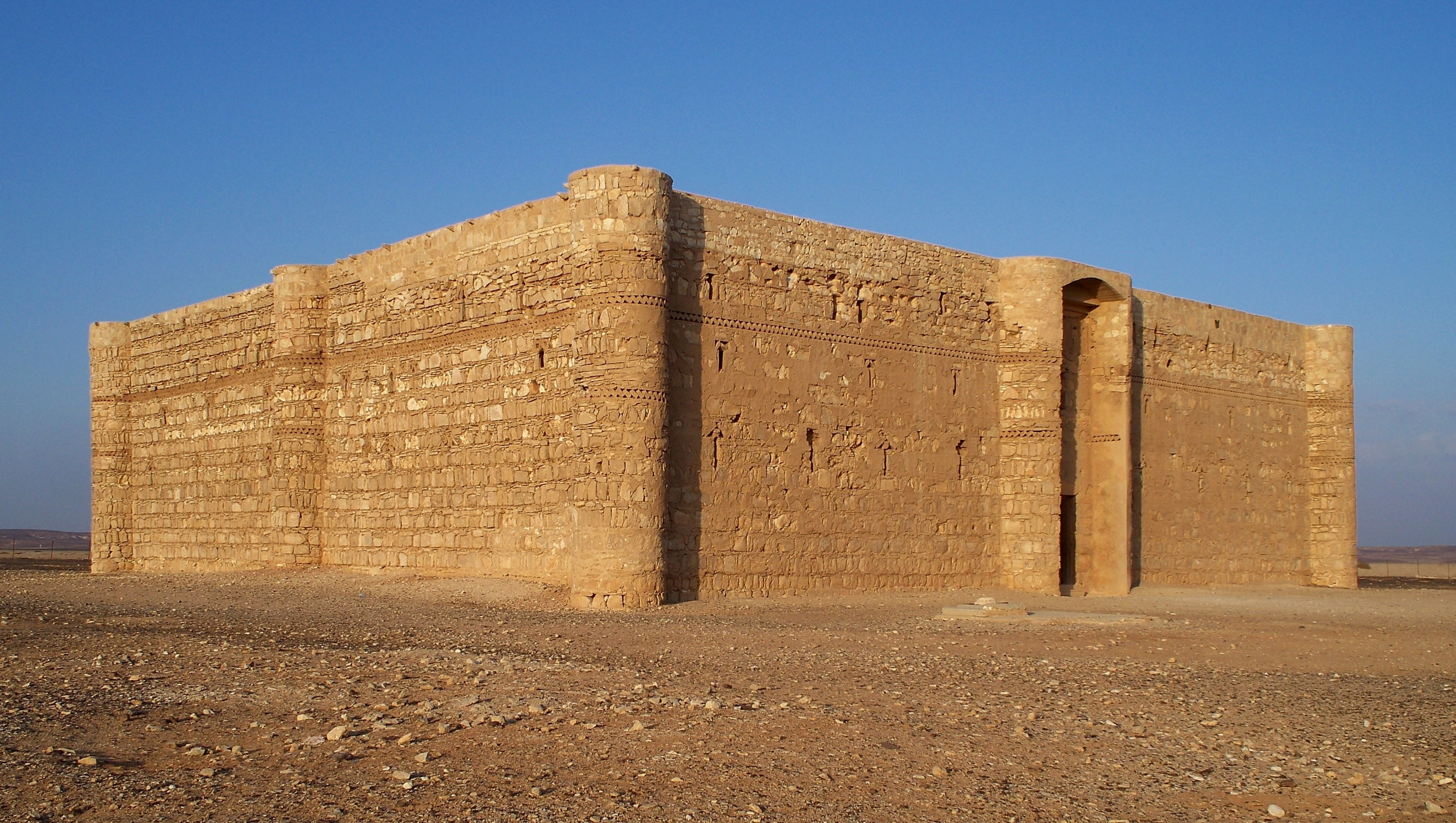

Каср Харана (ар. قصر خرانة) — один из самых известных «замков пустыни», расположенный в восточной Иордании, в 60 километрах от Аммана, недалеко от границы с Саудовской Аравией. На основе обнаруженных в замке граффити подтверждено, что он был построен в VIII веке. Является одним из первых образцов исламской архитектуры в регионе.
Назначение здания не выяснено до сих пор. Замок является «неправильным», потому что внутреннее устройство здания не предполагает его использования в каких-либо военных целях, а трещины в его стенах не напоминают бойницы или щели для стрел. Теоретически это мог быть караван-сарай или место отдыха для странствующих торговцев, но вокруг него нет обычных для таких зданий источников воды, а сам замок расположен на территории, через которую не проходил ни один из главных торговых маршрутов.
Здание — независимо от первоначального назначения — хорошо сохранилось. Поскольку Каср Харана находится рядом с главным шоссе и недалеко от Аммана, он стал одним из самых посещаемых «замков пустыни».

Каср Харана
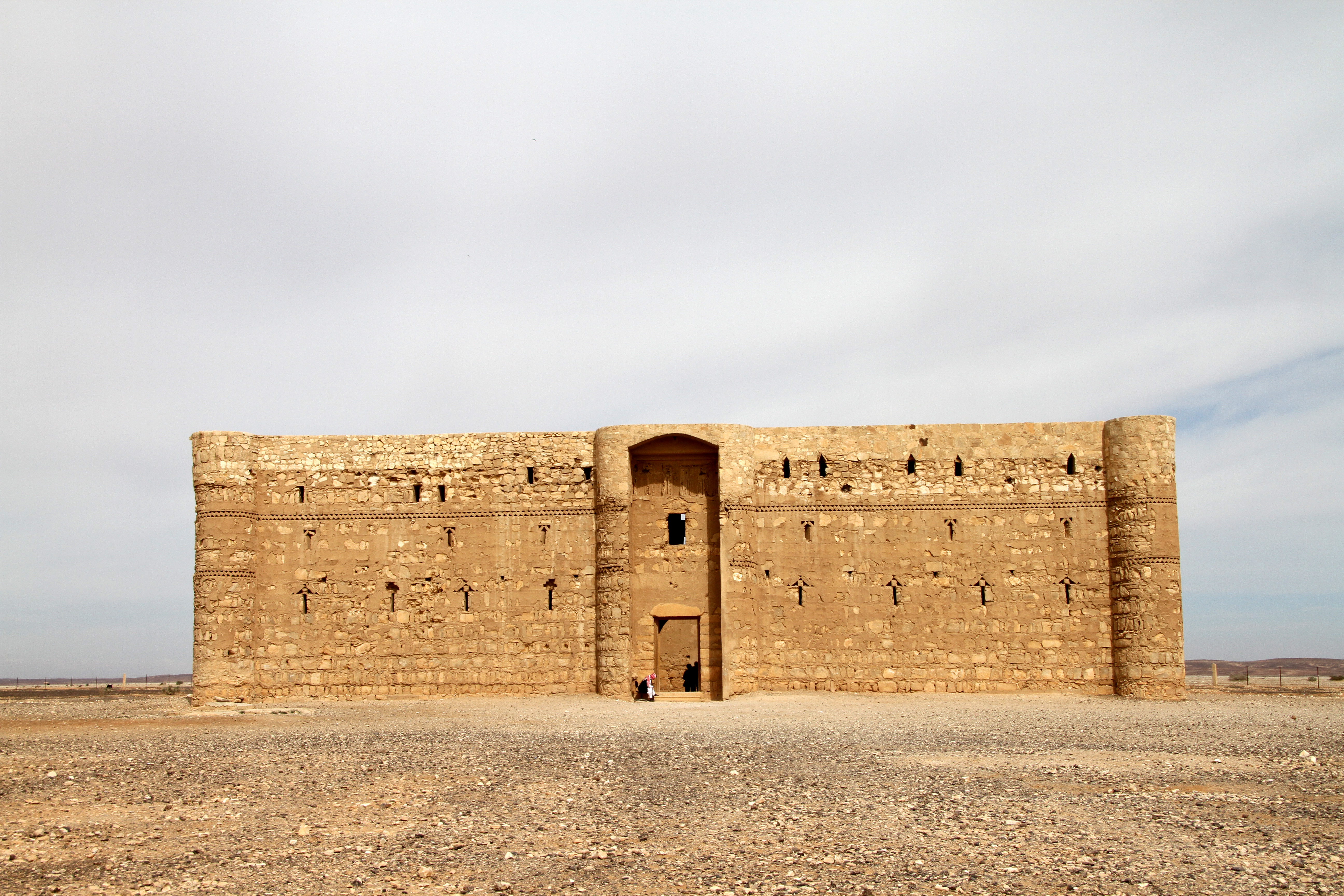
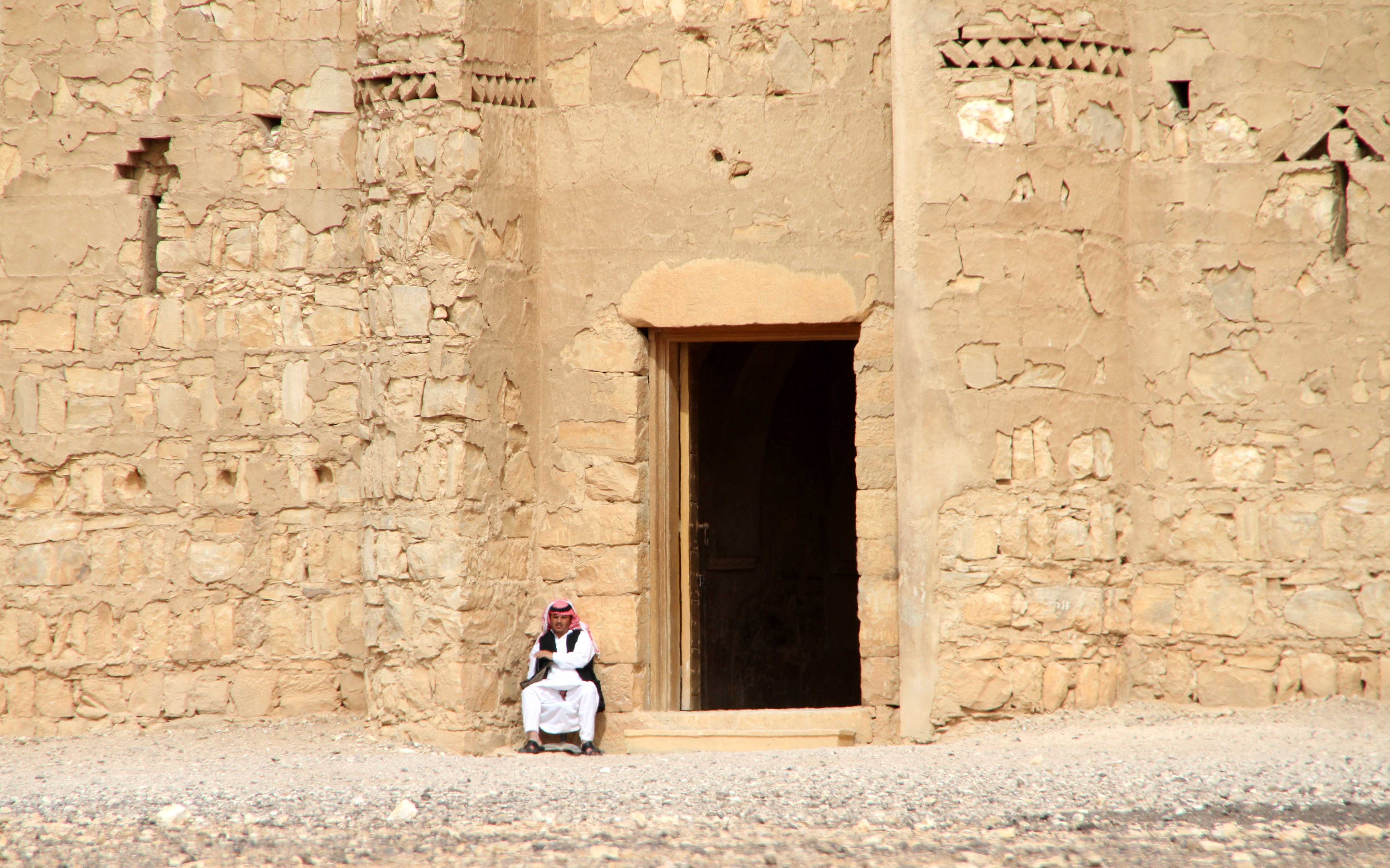
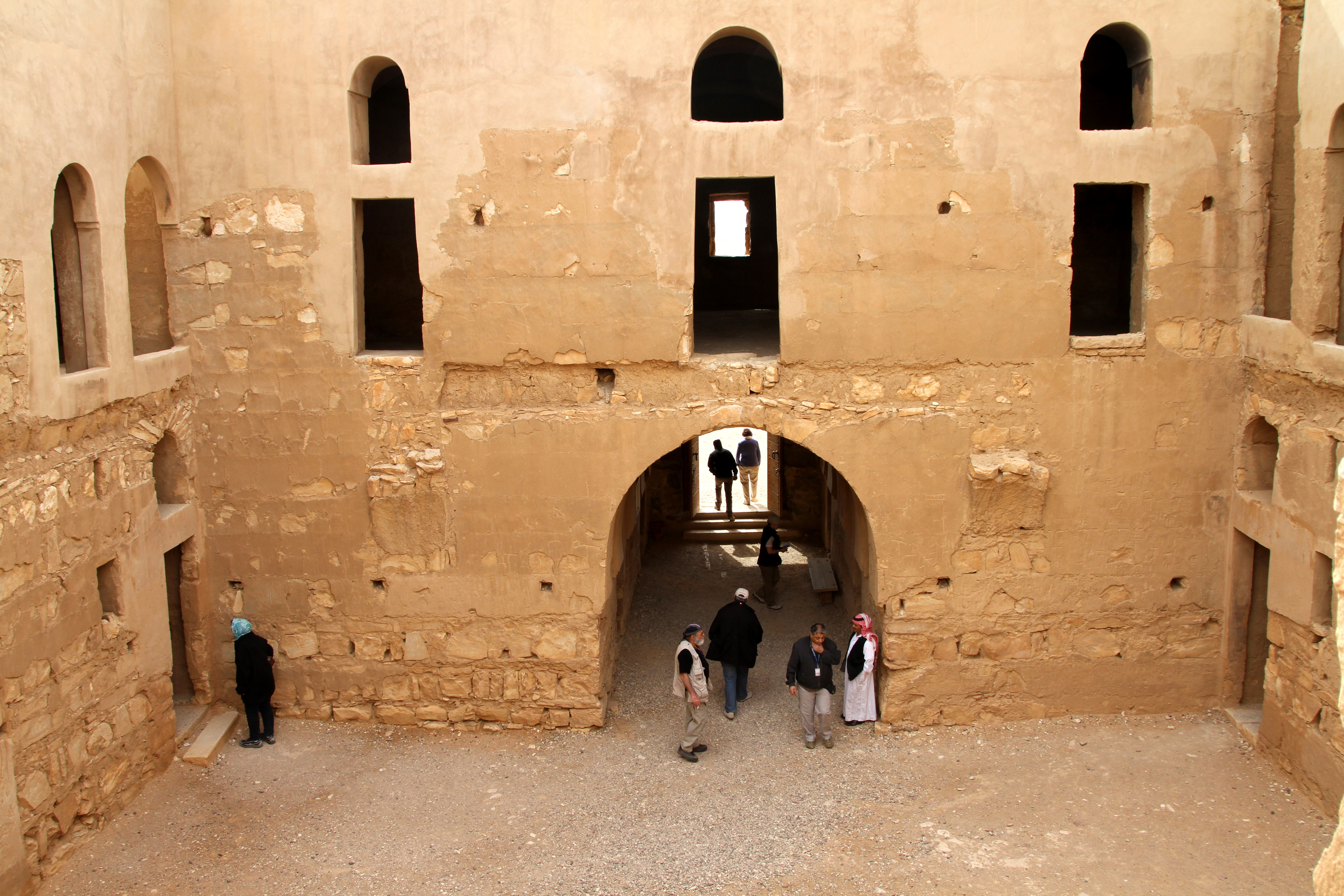
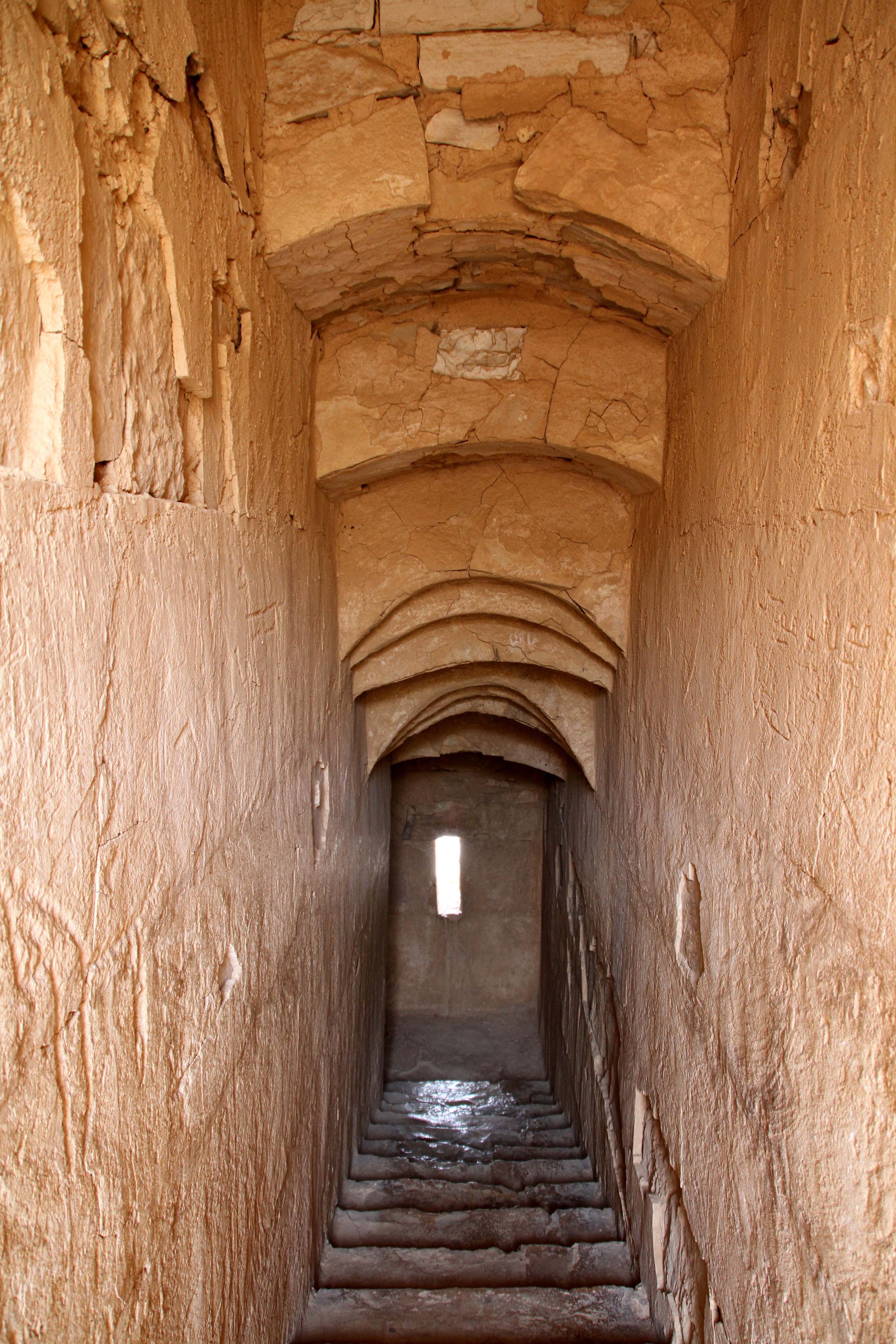
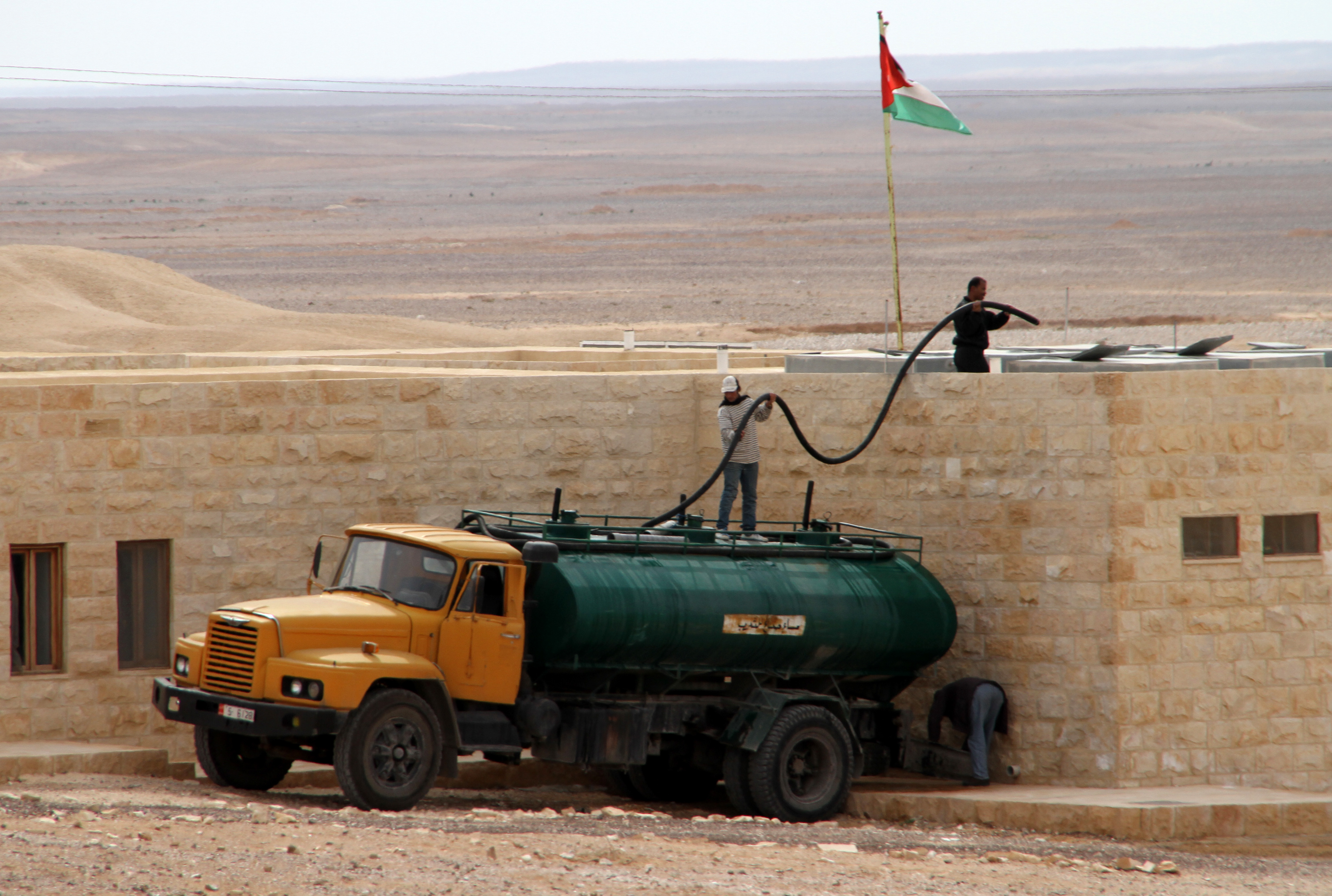